# Open-source Ticket Request System
Open-source Ticket Request System u OTRS (en español "sistema de solicitud de tiques de código abierto") es un sistema libre que cualquier institución puede utilizar para asignar identificadores únicos (llamados, en inglés: tickets) a solicitudes de servicio o de información. De esta forma se facilita el seguimiento y manejo de dichas solicitudes así como cualquier otra interacción con sus clientes o usuarios. Se distribuye bajo la licencia GNU Affero General Public License. OTRS está certificado ITIL V3.

## Características
OTRS puede usarse para atender solicitudes de usuarios recibidas por vía telefónica o por correo electrónico. Es una aplicación que puede instalarse en servidores locales o en la nube y ser utilizada a través de su interfaz web. Maneja conexiones seguras, se conecta a servidores de correo Postfix para enviar correos, y se basa en otras herramientas de software libre como MySQL, Apache2 y Procmail. Para el caso de instalación en la nube, el sitio Turnkey ofrece respaldos de servidores preconfigurados que pueden utilizarse para instalar rápidamente un servicio OTRS.

## Versiones
El proyecto OTRS.org fue creado en 2001.
| Versión                                                                   | Fecha de publicación | Última versión | Fecha de publicación | Estado              |
| ------------------------------------------------------------------------- | -------------------- | -------------- | -------------------- | ------------------- |
| 1.0                                                                       | 4/2/2003             | 1.0.0          | 4/2/2003             | Ya no soportada     |
| 1.1                                                                       | 24/4/2003            | 1.1.2          | 1/6/2003             | Ya no soportada     |
| 1.2                                                                       | 10/2/2004            | 1.2.4          | 5/7/2004             | Ya no soportada     |
| 1.3                                                                       | 22/9/2004            | 1.3.3          | 10/11/2005           | Ya no soportada     |
| 2.0                                                                       | 2/5/2005             | 2.0.5          | 19/7/2007            | Ya no soportada     |
| 2.1                                                                       | 29/8/2006            | 2.1.9          | 6/2/2010             | Ya no soportada     |
| 2.2                                                                       | 29/5/2007            | 2.2.9          | 6/2/2010             | Ya no soportada     |
| 2.3                                                                       | 3/8/2008             | 2.3.5          | 6/2/2010             | Ya no soportada     |
| 2.4                                                                       | 21/7/2009            | 2.4.15         | 20/9/2012            | Ya no soportada     |
| 3.0                                                                       | 6/11/2010            | 3.0.22         | 4/7/2013             | Ya no soportada     |
| 3.1                                                                       | 3/2/2012             | 2.1.9          | 27/3/2014            | Ya no soportada     |
| 3.2                                                                       | 17/1/2013            | 3.2.18         | 23/9/2015            | Ya no soportada     |
| 3.3                                                                       | 21/10/2013           | 3.3.15         | 23/9/2015            | Ya no soportada     |
| 4.0                                                                       | 13/11/2014           | 4.0.16         | 16/2/2016            | Todavía con soporte |
| 5.0                                                                       | 9/10/2015            | 5.0.10         | 12/4/2016            | Todavía con soporte |
| 6.0                                                                       | 9/10/2015            | 6.0            | 13/01/2021           | Actual              |
| Leyenda:Versión antiguaVersión antigua, con soporte técnicoÚltima versión |                      |                |                      |                     |